# Pivdenmash
Liên hiệp sản xuất chế tạo máy Pivdenny mang tên A.M. Makarov (Production Association Yuzhny Machine-Building Plant named after A.M. Makarov, PA Pivdenmash hay PA Yuzhmash) (Ukrainian: Виробниче Об'єднання Південний Машинобудівний Завод імені А.М. Макарова; Russian: Производственное Объединение Южный Машиностроительный Завод имени А.М. Макарова; nguyên văn: Production Union Southern Machine-Building Plant named after A.M. Makarov) là một nhà máy chế tạo thuộc sở hữu nhà nước của Ukraine. Nhà máy chuyên sản xuất tàu vũ trụ, tên lửa đẩy, tên lửa đạn đạo, tên lửa nhiên liệu lỏng, càng hạ cánh, đúc kim loại, máy kéo, công cụ, và các sản phẩm công nghiệp. Nhà máy đặt tại thành phố Dnipro, và trực thuộc Cơ quan Vũ trụ Nhà nước Ukraine. Nhà máy có liên kết với các công ty tại 23 quốc gia.

## Lịch sử
Yuzhmash ban đầu là "nhà máy số 586" dưới thời Liên Xô. Năm 1954, kỹ sư hành không Mikhail Yangel phụ trách viện thiết kế OKB-586, sau khi đã đảm nhận vai trò thiết kế trưởng của nhà máy 586. Yangel trước đó đứng đầu bộ phận thiết kế đặc biệt TsNIIMash của OKB-1 (ngày nay là Tập đoàn tên lửa vũ trụ Energia) và là nhà thiết kế ủng hộ cho thiết kế tên lửa nhiên liệu lỏng, trong khi Sergei Korolev lại ủng hộ thiết kế tên lửa sử dụng nhiên liệu lỏng siêu lạnh cryogenic. Để theo đuổi việc phát triển tên lửa đạn đạo nhiên liệu lỏng có khả năng lưu trữ trong thời gian dài, Mikhail Yangel đã được giao phụ trách một phòng thiết kế mới. Theo đó, OKB-586 đã được mang tên Phòng thiết kế phương Nam (hay còn gọi phổ biến hơn là Pivdenne) và nhà máy số 586 được đổi tên thành Nhà máy chế tạo máy phương Nam vào năm 1966, tập trung vào thiết kế và sản xuất tên lửa đạn đạo. Nhà máy sau đó đã được đổi tên thành Liên hiệp chế tạo máy phương Nam, hay Yuzhmash.
Các tên lửa được nhà máy Yuzhmash sản xuất bao gồm tên lửa mang đầu đạn hạt nhân đầu tiên của Liên Xô R-5M (SS-3 'Shyster'), R-12 Dvina (SS-4 'Sandal'), R-14 Chusovaya (SS-5 'Skean'), tên lửa ICBM đầu tiên đi vào triển khai của Liên Xô R-16 (SS-7 'Saddler'), tên lửa R-36 (SS-9 'Scarp'), MR-UR-100 Sotka (SS-17 'Spanker'), và R-36M (SS-18 'Satan'). Trong thời kỳ Liên Xô, nhà máy có năng lực sản xuất tới 120 ICBM một năm. Cuối những năm 1980, Yuzhmash đã được lựa chọn để trở thành nhà sản xuất chính của tên lửa ICBM RT-2PM2 Topol-M (SS-27 "Sickle B").
Sau khi diễn ra perestroika, các hợp đồng sản xuất quốc phòng đã bị giảm rõ rệt, và nhà máy buộc phải chuyển sang sản xuất các máy móc dân dụng. Sau năm 1992, nhà máy sản xuất thêm xe điện bánh hơi. Các phiên bản xe bao gồm YuMZ T1 (1992–2008), YuMZ T2 (1993–2008) và mẫu YuMZ E-186 (2005–2006) hiện đại có thiết kế sàn xe thấp. Leonid Kuchma, từng là quản lý nhà máy trong một thời gian dài (1986–1992), đã trở thành thủ tướng Ukraine vào năm 1992, và sau đó lên làm tổng thống vào năm 1994.

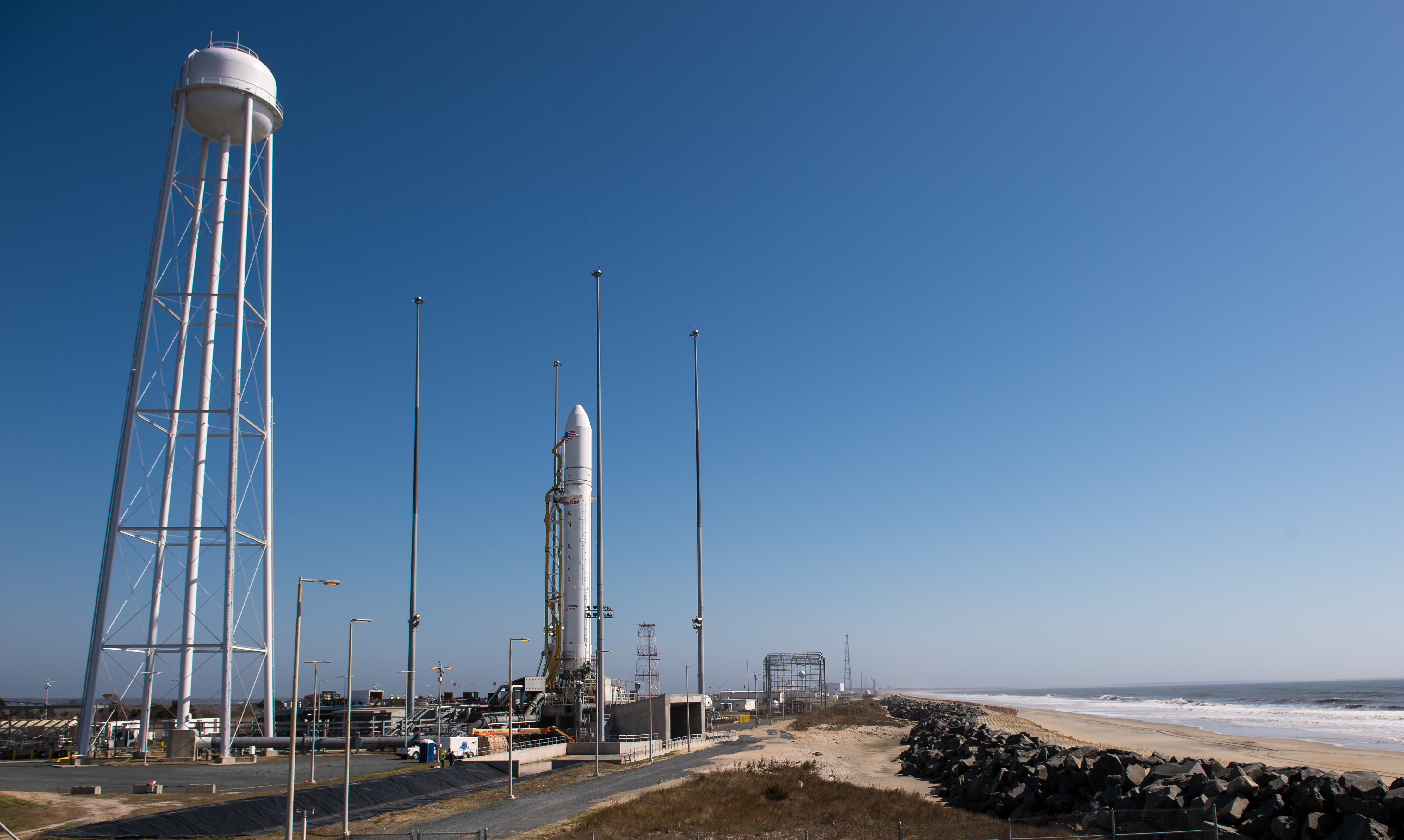
Tên lửa "Antares II" mà nhà máy Yuzhmash chế tạo cho NASA để vận chuyển hàng hóa lên Trạm vũ trụ Quốc tế ISS

Tháng 2 năm 2015, sau một năm căng thẳng mối quan hệ Nga-Ukraine, Nga tuyên bố cắt đứt "chương trình hợp tác với Ukraine trong việc phóng tên lửa đẩy Dnepr và không còn quan tâm tới việc mua các tên lửa đẩy Zenit của Ukraine, đã khiến cho chương trình không gian của Ukraine nói chung và nhà máy Yuzhmash nói riêng gặp nhiều khó khăn".

## Hiện nay
Ngày 14 tháng 8 năm 2017, Viện nghiên cứu chiến lược quốc tế (Institute of International Strategic Studies) đã ra một báo cáo nghi ngờ rằng CHDCND Triều Tiên đã có được động cơ nhiên liệu lỏng tính năng cao bất hợp pháp từ Nga và Ukraine, có khả năng là động cơ sản xuất bởi Nhà máy Yuzhmash. Cả Nhà máy  và chính phủ Ukraine  đều phủ nhận cáo buộc này.
Phần lõi của tên lửa đẩy Antares được sản xuất bởi Nhà máy Yuzhmash đã phóng từ đảo Wallops vào tháng 10 năm 2016 đưa hàng hóa là nhu yếu phẩm cho ISS. Tháng 12 năm 2017, một tên lửa Zenit đã đưa lên quỹ đạo vệ tinh AngoSat 1.
Tháng 2 đến tháng 3 năm 2018, Yuzhmash tuyên bố kế hoạch thử nghiệm nền tảng cho tàu Hyperloop dự kiến sẽ hoàn thành vào năm 2019. Vào tháng 9 năm 2019, tân thủ tướng Ukraine, Vladyslav Krykliy, đã hủy bỏ dự án này.

## Cơ cấu
- Nhà máy tổng hợp tên lửa và hàng không (thành lập năm 2010 thông qua)
- Nhà máy cơ khí Pavlohrad (located in Pavlohrad)
- Nhà máy máy kéo Dnipro
- Nhà máy thiết bị công nghệ
- Tổ hợp sản xuất "Metalurhiya"
- Tổ hợp sản xuất "Yuzhmashenergo"
- Construction and Installation Complex
- Sports Complex Meteor
- Social and domestic administration
  - Sanatoriums "Dubrava" (Bila Tserkva) and "Druzhba" (Alushta), Hotel Pivdennyi, Cung văn hóa Mashynobudivnykiv
- Hãng hàng không Yuzhmashavia

## Công nghiệp quốc phòng và hàng không vũ trụ
Yuzhmash được biết tới là nhà máy chuyên sản xuất tên lửa và lĩnh vực hàng không vũ trụ. Nhờ nhà máy mà thành phố Dnipro có biệt danh là "Thành phố tên lửa".

### Tên lửa
- R-5M – the Soviet Union's first nuclear armed missile
- R-12 Dvina tên lửa đạn đạo chiến thuật
- R-14 Chusovaya tên lửa đạn đạo chiến thuật
- R-16 – ICBM đầu tiên triển khai rộng rãi trong quân đội Liên Xô.
- R-36 (8K67) ICBM
- RT-20, tên lửa ICBM phóng từ bệ phóng di động (không được triển khai)
- R-36orb, (không được triển khai)
- Dòng tên lửa R-36M (được chuyển đổi thành tên lửa đẩy Dnepr)
- Dòng tên lửa ICBM MR-UR-100
- Tên lửa 15A11 thuộc hệ thống Perimetr system
- Tên lửa ICBM RT-23 Molodets
- Hệ thống tên lửa đạn đạo tầm ngắn di động Grom.

### Tên lửa đẩy
- Kosmos (dòng tên lửa)
- Dnepr
- Tsyklon (dựa trên R-36/8K67)
  - Tsyklon-2
  - Tsyklon-3
  - Tsyklon-4
  - Cyclone-4M
- Zenit
- Tầng đẩy phụ trợ cho Energia

### Động cơ tên lửa
- RD-843

### Hệ thống kiểm soát hạt nhân tự động
Dead Hand (nuclear war) - Hệ thống tương tự như hệ thống Emergency Rocket Communications System (ERCS) của Mỹ

## Xe thiết giáp

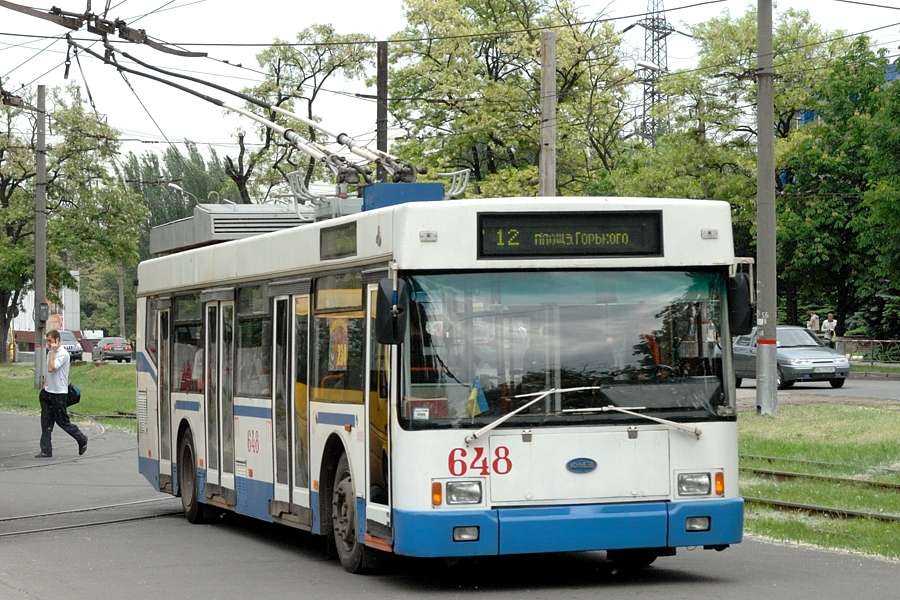
YuMZ E186

### Xe điện bánh hơi
- YuMZ-T1 (1992–2008)
- YuMZ-T2 (1993–2008)
- YuMZ-T2.09 (1998–2007)
- YuMZ E186 (2005–2006)
- Dnipro T103 (2013-nay)
- Dnipro T203 (2017-nay)

### Máy kéo
- YuMZ-2 (1954–1958)
- YuMZ-5 (1957–1962)
- YuMZ-6 (1971–2001)
- YuMZ 8040.2
- YuMZ 8244.2
- YuMZ 8080

## Link ngoài
- English-language home page
- Makarov Pivdennyy (Yuzhnyy) Machine-Building Plant at the Nuclear Threat Initiative

Bản mẫu:Russian Automotive Makers
Bản mẫu:Automotive industry in Ukraine
Bản mẫu:European bus builders